# Lewitt-Him
Lewitt-Him – utworzony w Warszawie w roku 1933 zespół dwóch artystów grafików: Jana Lewitta (1907–1991) i Jerzego Hima (1900–1981), od roku 1937 działający w Londynie i tam rozwiązany w roku 1955.
Pierwszym dziełem, które przyniosło zespołowi sukces, było w roku 1934 opracowanie graficzne trzech wierszy Juliana Tuwima: „Lokomotywy”, „Rzepki” i „Ptasiego radia”. Opracowanie to było kilkakrotnie wznawiane i ukazało się również w tłumaczeniach.
Lewitt i Him zostali zaproszeni w roku 1937 do Londynu, gdzie galeria Lund Humphreys urządziła wystawę poświęconą ich twórczości. Zachęceni powodzeniem wystawy, artyści zdecydowali się pozostać w Wielkiej Brytanii. W okresie II wojny światowej artyści stworzyli wiele plakatów i innych publikacji wspomagających wysiłek wojenny Wielkiej Brytanii, współpracowali też z polskim rządem na emigracji.
Zespół został rozwiązany w 1955 roku, Jan Lewitt i Jerzy Him zajęli się własną twórczością.

## Internet
- Plakaty z lat trzydziestych
- Plakaty z lat czterdziestych
- Lokomotywa, Rzepka i Ptasie radio Tuwima